# Deutschland Cup 2005
16. ročník hokejového turnaje Deutschland Cup se konal od 8. do 13. listopadu 2005 v německých městech Hannover, Mannheim a ve švýcarském Curychu. Vyhrála jej hokejová reprezentace Kanady. Pro tento ročník se změnil název na TUI Nations Cup.

## Výsledky
| 8. listopadu 2005 20:00 | Švýcarsko | 1:2 P (1:1, 0:0, 0:0, 0:1) | Kanada | Hallenstadion, Curych Návštěvnost: 9 030 |  |

| Zpráva (francouzsky) |                     |  |                                               |
| 17:48 Sandy Jeannin  | 17:48 Sandy Jeannin |  | 16:32 Glen Metropolit 61:38 Hnat Domenichelli |

| 9. listopadu 2005 20:00 | Německo | 7:2 (2:1, 2:0, 3:1) | USA | SAP Arena, Mannheim Návštěvnost: 8 314 |  |

| Zpráva (francouzsky) | |  |                                       |
| 5:18 Petr Fical 14:48 Tomáš Martinec 26:06 Björn Barta 33:48 Daniel Kreutzer 40:49 Daniel Kreutzer 54:13 Christoph Ullman 54:49 Sebastian Furchner | 5:18 Petr Fical 14:48 Tomáš Martinec 26:06 Björn Barta 33:48 Daniel Kreutzer 40:49 Daniel Kreutzer 54:13 Christoph Ullman 54:49 Sebastian Furchner |  | 18:32 Peter Ratchuk 42:50 Brett Hauer |

| 10. listopadu 2005 15:00 | Švýcarsko | 4:2 (0:2, 3:0, 1:0) | Slovensko | SAP Arena, Mannheim Návštěvnost: 7 691 |  |

| Zpráva (francouzsky)                                                              |                                                                                   |  |                                          |
| 23:19 Daniel Steiner 27:20 Daniel Steiner 39:36 Flavien Conne 50:53 Ivo Rüthemann | 23:19 Daniel Steiner 27:20 Daniel Steiner 39:36 Flavien Conne 50:53 Ivo Rüthemann |  | 3:17 Michal Hudec 19:46 Miroslav Zálešák |

| 10. listopadu 2005 20:00 | USA | 1:4 (0:1, 0:1, 1:2) | Kanada | SAP Arena, Mannheim Návštěvnost: 6 567 |  |

| Zpráva (francouzsky) |                    |  |                                                                                  |
| 50:58 Rich Brennan   | 50:58 Rich Brennan |  | 3:17 Jame Pollock 38:25 Andy Schneider 40:40 Domenic Pittis 59:50 Andy Schneider |

| 11. listopadu 2005 16:00 | Slovensko | 0:4 (0:2, 0:1, 0:1) | Kanada | TUI Arena, Hannover |  |

| 11. listopadu 2005 19:30 | Německo | 1:2 (0:0, 0:2, 1:0) | Švýcarsko | TUI Arena, Hannover Návštěvnost: 2 148 |  |

| Zpráva (francouzsky)    |                         |  |                                             |
| 59:02 Christoph Ullmann | 59:02 Christoph Ullmann |  | 22:25 Daniel Steiner 28:11 Viktor Stancescu |

| 12. listopadu 2005 14:30 | Německo | 0:6 (0:0, 0:2, 0:4) | Slovensko | TUI Arena, Hannover |  |

| Zpráva (francouzsky) |  |  | |
|                      |  |  | 23:48 Peter Fabuš 30:43 Ľubomír Vaic 41:01 Peter Fabuš 43:01 Erik Weissmann 46:50 Erik Weissmann 58:19 Tomáš Chrenko |

| 12. listopadu 2005 20:00 | Švýcarsko | 1:4 (1:1, 0:3, 0:0) | USA | TUI Arena, Hannover |  |

| Zpráva (francouzsky) |                  |  |                                                                         |
| 2:39 Romano Lemm     | 2:39 Romano Lemm |  | 7:50 Blake Sloan 23:26 Ted Drury 26:28 Jon DiSalvatore 34:00 Ryan Kraft |

| 13. listopadu 2005 14:30 | Německo | 1:4 (1:1, 0:1, 0:2) | Kanada | TUI Arena, Hannover Návštěvnost: 3 899 |  |

| Zpráva (francouzsky) |                     |  |                                                                                 |
| 19:27 Stefan Ustorf  | 19:27 Stefan Ustorf |  | 5:59 Chris Herperger 35:23 Micki DuPont 47:37 Dan Lambert 59:52 Chris Harperger |

| 13. listopadu 2005 18:00 | USA | 3:2 (2:1, 0:0, 1:1) | Slovensko | TUI Arena, Hannover Návštěvnost: 500 |  |

| Zpráva (francouzsky)                                        |                                                             |  |                                              |
| 8:30 Brett Hauer 12:48 T. J. Guidarelli 43:47 Chris Ferraro | 8:30 Brett Hauer 12:48 T. J. Guidarelli 43:47 Chris Ferraro |  | 15:48 Miroslav Zálešák 53:33 Andres Nedorost |

## Konečná tabulka
| Poř. | Tým       | Z | V | VP | PP | P | Skóre | B  |
| ---- | --------- | - | - | -- | -- | - | ----- | -- |
| 1.   | Kanada    | 4 | 3 | 1  | 0  | 0 | 10:7  | 11 |
| 2.   | Švýcarsko | 4 | 2 | 0  | 1  | 1 | 8:9   | 7  |
| 3.   | USA       | 4 | 2 | 0  | 0  | 2 | 10:14 | 6  |
| 4.   | Slovensko | 4 | 1 | 0  | 0  | 3 | 10:11 | 3  |
| 5.   | Německo   | 4 | 1 | 0  | 0  | 3 | 9:14  | 3  |

## Soupisky týmů
1.  Kanada 

Brankáři: Jimmy Waite, Jeff Maund.

Obránci: Matt Kinch, Pascal Trépanier, Dan Lambert, Jeff Finley, Sean Blanchard, Cory Murphy, Zarley Zalapski, Marc Brown.

Útočníci: Jan Alston, Glen Metropolit, Josh Holden, Dale McTavish, Jeff Toms, Hnat Domenichelli, Eric Landry, Domenic Pittis, Brandon Reid, Yves Sarault, Jason Krog, Eric Perrin.
2.  Švýcarsko 

Brankáři: Marco Bührer, Jonas Hiller.

Obránci: Martin Steinegger, Félicien Du Bois, Beat Gerber, Steve Hirschi, Cyrill Geyer, Severin Blindenbacher, Mathias Seger, Beat Forster, Goran Bezina, Reto Kobach.

Útočníci: Ivo Rüthemann, Thomas Ziegler, Thierry Paterlini, Marcel Jenni, Flavien Conne, Andres Ambühl, Patrick Fischer, Sandy Jeannin, Romano Lemm, Paul DiPietro, Kevin Romy, Patric Della Rossa, Viktor Stancescu, Marc Reichert, Daniel Steiner.
3.  USA 

Brankáři: Karl Goehring, Tim Kelleher.

Obránci: Peter Ratchuk, Brett Hauer, David Schneider, Rich Brennan, Mike Pudlick, Andrew Hedlund, Justin Harney.

Útočníci: Ted Drury, Shawn Carter, Jon DiSalvatore, Kelly Fairchild, Brian Swanson, Blake Sloan, Peter Ferraro, Chris Ferraro, Jeff Panzer, Ryan Kraft, Aaron Fox, T. J. Guidarelli.
4.  Slovensko 

Brankáři: Karol Križan, Rastislav Staňa.

Obránci: Kristian Kudroč, Dušan Milo, Stanislav Hudec, Tomáš Harant, Tomáš Starosta, Ladislav Čierny, René Vydarený, Andrej Novotný.

Útočníci: Michal Hudec, Richard Kapuš, Juraj Štefanka, Martin Hujsa, Miroslav Zálešák, Erik Weissmann, Andrej Nedorost, Róbert Petrovický, Ľubomír Vaic, Andrej Kmeč, Tomáš Chrenko, Peter Fabuš, René Jarolín, Andrej Kollár.
5.  Německo 

Brankáři: Dimitrij Kotschnew, Thomas Greiss, Alexander Jung.

Obránci: Michael Bresagk, Robert Leask, Sascha Goc, Stefan Schauer, Marian Bazany, Andreas Renz, Frank Hördler, Alexander Sulzer, Lasse Kopitz.

Útočníci: Sven Felski, Stefan Ustorf, André Rankel, Daniel Kreutzer, Alexander Barta, Tomáš Martinec, Eduard Lewandowski, Michael Wolf, Florian Busch, Christoph Ullmann, Klaus Kathan, Sebastian Furchner, Robert Hock, Petr Fical, Björn Barta.